# برویر
ساینفلد می‌تواند یکی از موارد زیر باشد:
- یوزف برویر، (۱۸۴۲–۱۹۲۵ ) روانشناس اتریشی.
- ژان دو لا برویر، (۱۶۴۵–۱۶۹۶) اخلاق شناس فرانسوی.
- تئو برویر (بازیکن فوتبال)، (۱۹۰۹–۱۹۸۰) بازیکن فوتبال آلمانی.
- روزالیند برویر، (1962) تاجر، مدیر اجرایی و شیمیدان آمریکایی.
- ژان برویر، (۱۹۵۱) دوچرخه سوار از آلمان.
- هانا برویر، (۱۹۹۳) بازیکن فوتبال استرالیایی.
- رناته برویر، (۱۹۳۹) قایقران آلمانی.